# Шешир професора Косте Вујића (филм из 1972)
Шешир професора Косте Вујића је југословенски телевизијски филм из 1972. године. Режирао ју је Владимир Андрић, а сценарио је адаптирала Бојана Андрић по истоименом роману Милована Витезовића.
Телевизијска драма Шешир професора Косте Вујића је први пут приказана 24. фебруара 1972. године.